# فراونوالد
فراونوالد (به آلمانی: Frauenwald) یک شهر در آلمان است که در ایلم-کرایس واقع شده‌است. فراونوالد ۱٬۰۹۱ نفر جمعیت دارد.